# Ignaz Clar
Ignaz Clar (23. září 1829 Hřensko – 17. ledna 1905 Hřensko) byl rakouský a český podnikatel a politik německé národnosti, na konci 19. století poslanec Českého zemského sněmu.

## Biografie

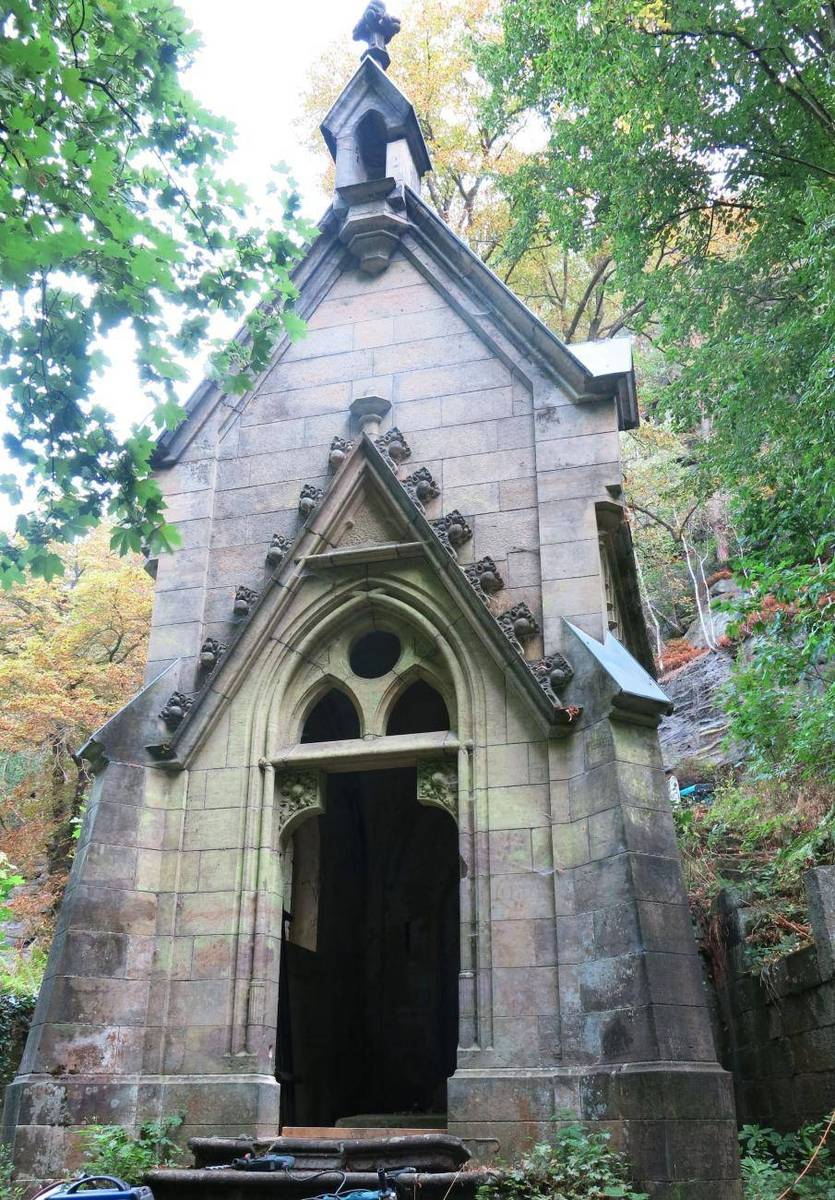
Claryho pohřbení kaple na zrušeném hřbitově v Hřensku

Profesí byl podnikatelem, měl obchod s dřívím v domovském Hřensku. Patřila mu firma Ignaz Clar & Söhne.
Na konci 80. let 19. století se zapojil i do zemské politiky. Ve volbách v roce 1889 byl zvolen na Český zemský sněm za kurii venkovských obcí (obvod Děčín, Benešov, Česká Kamenice). Uvádí se jako německý liberál (takzvaná Ústavní strana, později Německá pokroková strana). Rezignace na mandát byla oznámena na schůzi sněmu v březnu 1892. V roce 1893 se již uvádí, že v jeho obvodu do zemského sněmu nastoupil Stefan Richter.
Hřensko mu udělilo čestné občanství. Zemřel po delší nemoci v lednu 1905 v Hřensku, kde se také konal jeho pohřeb. Je pohřben v novogotické pohřební kapli na hřbitově v Hřensku, který byl po druhé světové válce zrušen.